# Claire Muriel
Claire Muriel, nom de scène de Colette Marthe Riffier, est une actrice française née le 8 novembre 1924 dans le 14e arrondissement de Paris, ville où elle est morte au sein de l'Hôtel-Dieu dans le 4e arrondissement le 22 novembre 1985.

## Filmographie
- 1947 : La Télévision, œil de demain, court métrage de J.K. Raymond-Millet
- 1950 : Dominique d'Yvan Noé : Simone Lambert
- 1951 : Passion de Georges Lampin : la fille
- 1951 : Un grand patron d'Yves Ciampi : une malade